# Adenorhagas aurantiafrons
Adenorhagas aurantiafrons är en djurart som tillhör fylumet slemmaskar, och som beskrevs av Riser 1990. Adenorhagas aurantiafrons ingår i släktet Adenorhagas och familjen Cerebratulidae.
Artens utbredningsområde är havet kring Nya Zeeland. Inga underarter finns listade i Catalogue of Life.